# Данченко, Евдокия Фёдоровна
Евдокия Фёдоровна Данченко (14 апреля 1920, д. Грива, Новоржевский уезд Псковская губерния, РСФСР — 22 июня 2019, Петропавловск, Казахстан) — советский передовик производства, фрезеровщица Машиностроительного завода имени В. В. Куйбышева, город Петропавловск Северо-Казахстанской области, Казахская ССР. Герой Социалистического Труда (1960).

## Биография
Родилась 14 апреля 1920 года в крестьянской семье в деревне Грива Ашевской волости Новоржевского уезда Псковской губернии (ныне — Чихачёвское сельское поселение Бежаницкого района Псковской области).
После окончания школы фабрично-заводского ученичества трудилась с 1937 года фрезеровщицей на ленинградском Кировском заводе. После начала Великой Отечественной войны возвратилась в родную деревню в Калининскую область.
В 1944 году переехала в Петропавловск, где в тыловом госпитале находился на излечении ее младший брат Василий. С 1950 года — фрезеровщица на механическом заводе имени Куйбышева в Петропавловске.
За четыре года 6-й пятилетки (1956—1960) выполнила девять годовых заданий. Ежегодно в течение этой пятилетки перевыполняла план на 200—250 %. Имела личное клеймо. В 1960 году в ознаменование 50-летия Международного женского дня была удостоена звания Героя Социалистического Труда «за выдающиеся достижения в труде и особо плодотворную общественную деятельность».
В 1975 году вышла на пенсию. Жила в Петропавловске.
Умерла 22 июня 2019 года на 100-м году жизни. Похоронена в Петропавловске на кладбище села Новопавловка.
Награды
- Герой Социалистического Труда — указом Президиума Верховного Совета СССР от 7 марта 1960 года
- Орден Ленина
- Почётный гражданин Северо-Казахстанской области